# Lubuk Buntak (Dempo Selatan)
Lubuk Buntak is een bestuurslaag in het regentschap Pagar Alam van de provincie Zuid-Sumatra, Indonesië. Lubuk Buntak telt 1723 inwoners (volkstelling 2010).